# Неоплемена
Неоплемена (англ. neo-tribes, от neo + tribes → neotribes) — впервые этот термин использовал французский социолог Мишель Маффесоли (фр. Michel Maffesoli, 14 ноября 1944, Гресесак) в
своей работе «Le Temps des tribus». Новые племена — временные социальные группы, интенсивно объединяющиеся для какой-либо потребительской цели, а затем рассеивающиеся, переходя в состояние фрагментированной анонимности, которая характеризует обычную социальную жизнь.
«Новые племена», гибкие, эгалитарные, бесклассовые, «летучие», нестабильные, объединяются на основе общности духа, интересов, мировоззрения, жизненного стиля.

## История возникновения
Считается, что «неоплемена» произошли благодаря появлению и бурному развитию современных технологий в результате информационной (научно-техническая революция) революции XX века. По мере развития интернета и быстрого роста количества вовлечённых людей, виртуальная и объективно существующая реальности все больше смешиваются. Их появление также связано с тем, что в современном урбанистическом обществе людям часто не хватает чувства дома, рода, семьи, они стали объединяться в особые образования — «нео-племена» (neo-tribes).

## Разновидности «неоплемен»
Готы, гангстерские нео-племена, байкеры, такие нео-племена как: Outlaws MC, Mongols, Hells Angels. Также к «неоплеменам» относятся объединение людей, которые селятся за городской чертой и живут образцами племенной жизни традиционных племён (в США «Psy-Tribe», «Moon-Tribe»).

## Учёные, которые занимались изучением и определением неоплемён
- Зигмунт Бауман (пол. Zygmunt Bauman). По мнению Зигмунта Баумана, люди могут быстро собраться в племя и также молниеносно распасться. Это явление английский социолог назвал «гардеробным» сообществом. Например, люди приходят в театр, сдают в раздевалке куртки, берут номерки… Номерок — это принадлежность к сообществу театралов. Представление в театре закончилось, люди забрали верхнюю одежду в гардеробе, сообщество любителей театра распалось. Если проводить аналогии с современными тенденциями в сети, то гардеробность новых объединений особенно отчётливо проявляется в флешмобах.

- Мишель Маффесоли (фр. Michel Maffesoli). Мишель Маффесоли сравнивает субкультуры мегаполиса с первобытными племенами — слишком много общего: наличие определённой территории и её защита, комплекс своеобразных ритуалов, пренебрежительное отношение к «чужакам». Субкультуры — как современные племена, вроде «индейцев мегаполиса», которые пытаются противопоставить социальному негативу атомизации извечное человечье стремление к объединению себе подобных. Труды Маффесоли посвящены проблематике постмодерной эпохи — феноменам глобальной массовизации, трансформациям политики и политической сферы, области повседневного и превращениям сакрального, праздничного в повседневности, феноменам подчинения и насилия, явлениям номадизма и новым основаниям идентичности в современном мире.

- Энди Баннет (англ. Andy Bennett)[2]. Концепт «неоплемён» использовал в конце 90-х гг. и британский социолог Энди Беннетт в своей работе «SUBCULTURES OR NEO-TRIBES?»[3] в попытке заменить им «устаревшее» понятие субкультуры. Для Беннетта характерным примером «неоплемён» являются любители городской танцевальной музыки. Он назвал их текучими, временными объединениями людей.